# Pedro de Castro do Canto e Melo
Pedro de Castro do Canto e Melo, ou somente Canto e Mello, (Jaguarão, 1 de janeiro de 1866 — São Paulo, 31 de outubro de 1934) foi poeta, jornalista, romancista, diplomado em Direito e memorialista brasileiro.
Seu nome está esquecido pela crítica e pela historiografia literária, pouco é citado pelos manuais e pelas chamadas Histórias da Literatura Brasileira. Dentre os que rememoram o escritor, estão Antonio Candido, em Literatura e sociedade; João Pinto da Silva, História literária do Rio Grande do Sul; Nelson Werneck Sodré, O naturalismo no Brasil; Wilson Martins, História da inteligência brasileira; e Lúcia Miguel Pereira, Prosa de ficção (de 1870 a 1920).  
Canto e Mello foi autor de romances como Alma em delírio (1909), o primeiro, Mana Silvéria (1913), Relíquias da memória (1920), Recordações (1923) e de uma coletânea de poemas intitulada Bucólica (1914). Seus romances são marcados pela estética naturalista presente, em especial em Alma em delírio e em Mana Silvéria, nos quais explora as teorias, respectivamente, do determinismo do meio e da hereditariedade genética.  
Na carreira de jornalista, foi colaborador do Diário Popular de São Paulo, já extinto, e redator do Diário Oficial do Estado. Faleceu aos 68 anos, tendo poucas obras publicadas.  

## Biografia
É pertencente a uma das mais tradicionais famílias do sudeste brasileiro: os Castro do Canto e Melo.
Bacharelou-se na Faculdade de Direito de São Paulo e nessa capital exerceu sua profissão. Jornalista, foi um dos fundadores do Diário Popular, e seu colaborador até o fim da vida.
Em companhia de Aureliano Amaral, ilustrador e caricaturista, fundou e dirigiu o semanário de literatura A Lua, onde colaboraram grandes nomes das letras brasileiras como Vicente de Carvalho, Martins Fontes, entre outros.
Foi autor de estilo ágil, capaz de análises psicológicas apuradas de suas personagens, e igualmente, de levar na devida conta as motivações de ordem socioeconômica que lhes determinavam ações e reações.
Canto e Mello foi vulto menor da nossa literatura em sua fase, unicamente porque não se preocupou em angariar maior divulgação nacional de sua obra. É um dos representantes da estética realista-naturalista, embora tardia, na literatura do Brasil. As raras menções ao escritor e sua inerente obra apontam para essa publicação tardia de narrativas de cunho naturalista, já no século XX, época em que a vertente já estava em decadência. 
Contudo, segundo Rodrigo Donizeti Mingotti, "o escritor deixou páginas relevantes que puderam contribuir para a literatura brasileira, especificamente, para o movimento naturalista aqui popularizado, de tal forma que é possível explorar outros horizontes desse período e da própria estética manifestada no país. Configurando uma época em que a vertente literária já estava “submergida no silêncio ou dominada por manifestações ligadas a outras escolas” (SODRÉ, 1965, p. 200), Alma em delírio pode marcar, assim, com suas particularidades e impressões, o fim do Naturalismo no Brasil." (MINGOTTI, 2021, p. 119). 
Seus romances de maior envergadura literária são Alma em delírio e Mana Silvéria, bastante elogiados pelos críticos, que seguem uma temática cientificista-naturalista. O primeiro retrata o alcoolismo dominante na vida de um ex-soldado, e o segundo a história de gêmeos nascidos de uma relação entre um padre e uma rameira em plena virada do século XIX para o XX. 

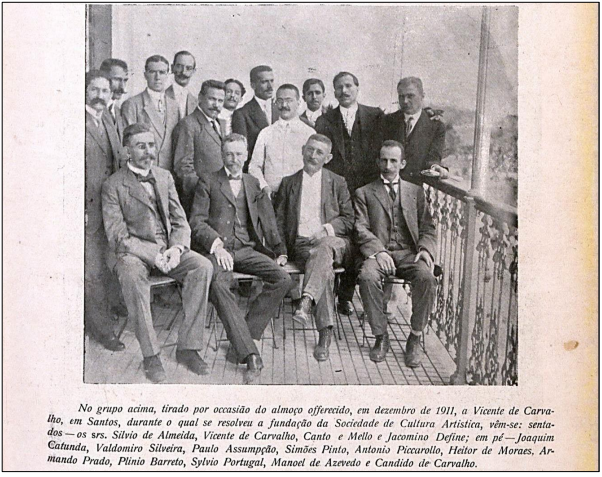
A Vida Moderna (SP), 03/12/1912. Canto e Mello, sentado, ao lado de Vicente de Carvalho. Disponível no site da Hemeroteca Digital Brasileira da Fundação Biblioteca Nacional.

Em relação às suas obras, hoje muito raras, assinala-se que é encontrado com relativa facilidade nos sebos o romance Mana Silvéria, talvez sua melhor criação, tendo sido reeditado em 1961 pela Editora Civilização Brasileira.
Segundo João Pinto da Silva na obra História Literária do Rio Grande do Sul: "Há contudo, um romancista nosso que se poderia situar, não no centro, - note-se bem, mas na periferia do naturalismo, pelas origens dos seus processos de observação e composição. Trata-se do sr. Canto e Mello. Nascido aqui, reside há anos em São Paulo. Essa longa ausência, porém, não o desenraizou da gleba gaúcha, de que ele tem evocado, nos seus livros, com enternecido carinho, tipos, tradições e paisagens. A ação das Relíquias da memória, por exemplo, desenrola-se toda na fronteira com o Uruguai, em Jaguarão, cidade que ele descreve, em quadros trágicos, sob o terror e a desolação do cholera morbus (cólera), que a devastou, como a quase todo o Rio Grande, na segunda metade do século passado.
Nesse volume, bem como na Alma em delírio, que é o mais belo dos seus romances, as personagens, em geral, criaturas dolorosas, verdadeiras teses ambulantes de psicologia mórbida, comunicam-se diretamente com o leitor, sob a forma de confissões, diálogos e ementários. Travam relações conosco, assim ao primeiro encontro, quase que se poderia dizer de "viva voz", e é com intenso interesse que lhe escutamos a narrativa autobiográfica dos episódios e incidentes, dos dramas e tragédias em que se envolvem, fazendo nos olvidar o romancista, que habilmente se apaga por detrás delas, quando não prefere vir também falar, viver, diante de nós no primeiro plano. Desse método arranca o sr. Canto e Mello todos os efeitos, evitando-lhe os inconvenientes, dentre os quais o pior costuma ser a monotonia. Salva-o a circunstância dos seus tipos principais incarnarem temperamentos bizarros e dramáticos. Lembram, em geral, escorchados morais, de hiperaguda sensibilidade; sobre a carne deles, o simples contato com o ar e com o sol parece gerar indizível sofrimento, como ocorre a certos heróis fantásticos de Poe.
Se tivesse que indicar o escritor europeu com o qual apresenta o sr. Canto e Mello traços de semelhança, não hesitaria em citar Octave Mirbeau. Não que os seus tipos se notabilizem pela rudeza, ou pela veemência, como quase todos os do criador de L'Abbé Jules (O Padre Julio). Porque não é do Mirbeau desse romance ou do Journal d'une femme de chambre (Diário de uma criada de quarto), que eu me recordo, quando leio o sr. Canto e Mello, e sim do Mirbeau de Le calvaire (O Calvário), o demiurgo desencantado e sensibilíssimo do João Mintié." (DA SILVA, 1930, p. 237-239).
Usou em sua vida jornalística os pseudônimos Pachola e Silvano D'Além.

## Obras
- 1909 Alma em delírio, romance e novela, São Paulo: Typ. Editora "O Pensamento"
- 1913 Mana Silvéria, romance e novela, São Paulo: Typ. Editora "O Pensamento"
- 1914 Bucólica, poemeto, São Paulo: Typ. Editora "O Pensamento"
- 1920 Relíquias da memória, romance e novela, São Paulo: Typ. Editora "O Pensamento"
- 1923 Recordações, romance e novela, São Paulo: Typ. Editora "O Pensamento"